# Xanthorhoe pseudolapponica
Xanthorhoe pseudolapponica là một loài bướm đêm trong họ Geometridae.